# You Want Me to Kill Him?
Pour plus de détails, voir Fiche technique et Distribution.
You Want Me to Kill Him? (stylisé uwantme2killhim?) est un thriller américano-britannique coproduit et réalisé par Andrew Douglas et sorti en 2013. 

## Fiche technique
- Titre original : You Want Me to Kill Him?
- Réalisation : Andrew Douglas
- Scénario : Mike Walden d'après l'article de Judy Bachrach
- Direction artistique : Paul Cripps
- Décors : Astrid Sieben
- Costumes : Caroline Harris
- Photographie : Tim Wooster
- Son :
- Montage : Michael Elliot
- Musique :
- Production : Simon Crocker, Steve Golin, Peter Heslop et Bryan Singer
- Sociétés de production : Andrew Douglas Company, Anonymous Content et Bad Hat Harry Productions
- Distribution :  The Weinstein Company
- Budget :
- Pays de production :  Royaume-Uni,  États-Unis
- Langue originale : Anglais
- Format : Couleur - 2,85:1 - Super 35 mm
- Genre : Thriller
- Durée : 92 minutes
- Date de sortie :
  - Royaume-Uni : 2013

## Distribution
- Jamie Blackley : Mark
- Toby Regbo : John
- Joanne Froggatt : Sarah
- Liz White : Janet
- Jaime Winstone : Rachel
- Mark Womack : le père de Mark
- Amy Wren : Zoey
- Louise Delamere (en) : la mère de Mark
- James Burrows : Ryan Robins
- Stephanie Leonidas : Kelly